# Kyrkotonart

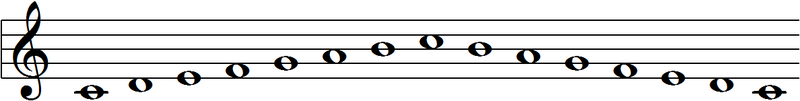
En C-durskala eller en jonisk skala med C som grundton.

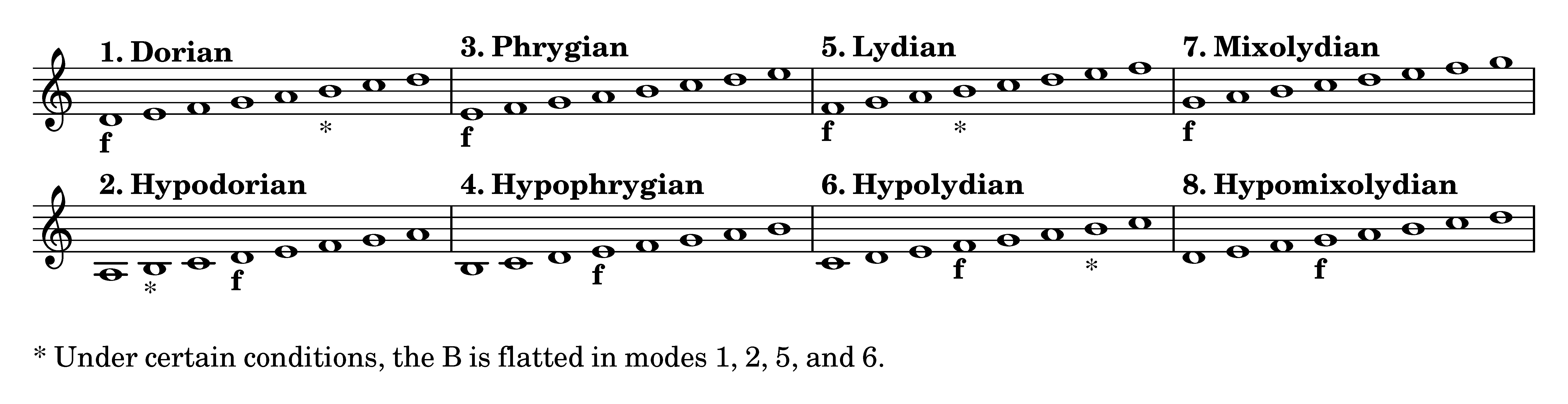
Åtta modala skalor. Skalans grundton indikeras med f (eng. "final") (Curtis 1997).

Kyrkotonarter, också kända som modala skalor eller kyrkotonala skalor, är ett flertal tonarter och skalor som användes under medeltiden, och som är grunden för modal improvisation inom bland annat 50-talsjazz och senare. Inom klassisk musik och konstmusik har dessa skalor blivit ovanliga efter medeltiden, sånär som på dur-tonarter och rena moll-tonarter som därefter länge varit de dominerande.
Med tonförrådet enligt bilden definieras tonarterna:
| I denna artikel     |
| används tonnamnen   |
| Bess (B♭) och B.    |
| Se olika skrivsätt. |

1. Jonisk, grundton C (durskala, ej modal)
2. Dorisk, grundton D
3. Frygisk, grundton E
4. Lydisk, grundton F
5. Mixolydisk, grundton G
6. Eolisk,[1] grundton A. Mollskala.
7. Lokrisk, grundton B[2]

De innehåller med andra ord samma toner, men är förskjutningar av durskalan (jonisk). Kyrkotonarterna är idag mer kända för musiker under ordet modus eller det engelska ordet mode,[källa behövs] vilket även kan avse andra mindre vanliga mollskalor.

## Användning inom modal jazzimprovisation
Harmoniserar vi skalan med hjälp av tersstapling, d.v.s. gör ackord av den, med fyra toner får vi att skalor passar till ackord enligt följande:
1. C Jonisk, ackord: Cmaj7
2. D Dorisk, ackord: Dm7
3. E Frygisk, ackord: Em7
4. F Lydisk, ackord: Fmaj7
5. G Mixolydisk, ackord: G7
6. A Eolisk, ackord: Am7
7. B Lokrisk, ackord: Bm7-5

Detta innebär att man i en musikalisk improvisation skulle kunna använda toner från den D-doriska skalan om ackordsföljden var: Dm7, Em7, Cmaj7, och en F-lydisk skala om ackordsföljden var Fmaj7, Am7, Em7. 

## Medeltida användning
Det bör dock iakttagas, att kyrkotonarternas användning inom klassisk musik som modus nyttjades företrädesvis före barocken (även senare 1500-talet), och man bör då snarare tala om centraltoner, eftersom de då fungerade i modal musik. Centraltonen kunde varieras i alla kyrkotonarterna med tuba- eller recitationstonen vilken kom tonarten att kallas plagal (centraltonen på skalans kvint utom i lokrisk; på kvarten), annars autentisk. Plagala kyrkotonarter benämns med prefixet hypo, ex: d hypodorisk (med centralton på a).
Dorisk, frygisk, lydisk och mixolydisk är de kyrkotonarter som först börjar förekomma i musikhistorien. Jonisk (en föregångare till senare tiders durtonart) uppstod senare som en variant av de lydiska och mixolydiska tonarterna. Eolisk (en motsvarighet till moll) uppstod på samma sätt ur dorisk tonart. Lokrisk tonart, som förr var mer av en teoretisk konstruktion, används idag i bland annat jazz och viss form av hårdrock, då denna med sina många små intervaller (liten sekund, liten ters, förminskad kvint, liten sext och liten septima) är väldigt knepig för örat.

## Musikteoretisk analys
För att understryka skillnaden mellan tonart och skala kallas kyrkotonarterna ofta för kyrkotoner, och detta är belysande vad gäller deras användning som skala i tonal musik. Vid benämningen grundton (hos en tonal skala) medföljer möjligheten till real transposition, och man orienterar sig lättast då medelst att jämföra kyrkotonerna med rena dur- och mollskalor som blivit vanligare i tonal musik:
1. Jonisk; durskala
2. Dorisk; mollskala med högaltererad sext
3. Frygisk; mollskala med lågaltererad sekund
4. Lydisk; durskala med högaltererad kvart
5. Mixolydisk; durskala med lågaltererad (dominant-) septima
6. Eolisk; ren mollskala
7. Lokrisk; mollskala med lågaltererad sekund och lågaltererad kvint